# Exon
En exon är en del av nukleotid-sekvensen i DNA-molekylen i en gen som utgör kod för delar av det slutliga proteinet för genen. Hos eukaryoter förekommer dessutom ofta att delar i sekvensen, s.k. introner, redigeras bort genom splitsning innan proteinet tillverkas.